# آل عبدربة ناصر (لودر)

تعديل مصدري - تعديل

آل عبد ربه ناصر هي إحدى قرى عزلة زارة بمديرية لودر التابعة لمحافظة أبين، بلغ تعداد سكانها 49 نسمة حسب تعداد اليمن لعام 2004.